# Staatssekretär des Großherzogtums Litauen
Der Staatssekretär des Großherzogtum Litauen  (poln.:Sekretarz wielki litewski, Lat.: maior secretarius Ducatus Lithuaniae) war Staatssekretär und das ranghöchste Regierungsmitglied im Ministerium in der Realunion Polen-Litauens (poln.: I Rzeczpospolita, Lat.:res publica). Er wurde vom König Sigismund II. August ernannt. Es wurde nach dem Vorbild des  Sekretarz wielki koronny  (lat.: secretarius maior Regni) gestaltet, welches  im Jahre 1504  während der Herrschaft von Alexander der Jagiellone entstand. Ab 1764 konnte dies nur über den kathol. Klerus stattfinden.
Die Kompetenzen des Staatssekretärs wurden in der Nähe der Kompetenzen des Kanzlers angesiedelt, den der Sekretär sogar ersetzen konnte. Allerdings hatte der Sekretär nicht das Recht Zeichen und Siegel, die den Staat repräsentierten, zu benutzen. In Ausnahmefällen konnte der Sekretär den Siegelring des Kanzlers benutzen. Die wichtigsten Aufgaben seines Amtes war die Durchführung einer Geheimen Staatspolizei, die Beschlüsse des Sejm bzgl. der Realunion durchzulesen und die königlichen Briefe zu schreiben. Wenn der Sejm den König gewählt hatte, musste er die Pacta conventa vorlesen. Der Sekretär diente auch von Amts wegen als Rechtsassessor.